# Турбов
Ту́рбов (укр. Турбів) — посёлок в Винницком районе Винницкой области Украины.

## Географическое положение
Расположен на реке Десна, притоке Южного Буга, в 31 км от районного центра — города Липовца.
В посёлке есть Турбовский парк — памятник природы Украины, заповедная зона, в которой растёт свыше 100 двухсот-трёхсотлетних дубов.

## История
Первое письменное упоминание Турбова встречается в записях Винницкого замка за август 1545 года.
В 1863 году в селе насчитывалось 1511 жителей и действовала деревянная церковь.
В 1900 году в селе Турбов Бердического уезда Киевской губернии Российской империи насчитывалось 3121 жителей, действовали церковно-приходская школа, 2 водяных мельницы, кожевенный завод, винокуренный завод, пивоваренный завод, кирпичный завод и свеклосахарный завод.
На основании постановления ВУЦИК от 7 марта 1923 года Турбов был включён в состав Вахновского района Винницкого округа.
В 1929 году Турбов стал районным центром. В 1931 году передан в состав Липовецкого района. В феврале 1935 снова стал районным центром.
В ходе Великой Отечественной войны 20 июля 1941 года село было оккупировано немецко-румынскими войсками. 15 марта 1944 года освобождено частями 183-й и 70-й гвардейских стрелковых дивизий 2-го Украинского фронта.
В 1956 году в селе Турбов действовали каолиновый завод, сахарный завод, средняя школа, семилетняя школа, Дом культуры, два клуба и районная МТС. 28 декабря 1956 года село стало посёлком городского типа, в марте 1959 года Турбов вошёл в состав Липовецкого района. 
В 1984 году здесь действовали сахарный завод, машиностроительный завод, стекольный завод, каолиновый завод, гранитный карьер, цех Липовецкого комбината бытового обслуживания, три общеобразовательных школы, больница, поликлиника, Дом культуры и четыре библиотеки.
В январе 1989 года численность населения составляла 7278 человек.
В мае 1995 года Кабинет министров Украины утвердил решение о приватизации находившихся здесь каолинового завода и сахарного завода.
По состоянию на 1 января 2013 года численность населения составляла 6527 человек.

## Экономика
Близ посёлка находится крупное месторождение каолина.

## Транспорт
В посёлке расположена одноимённая железнодорожная станция - конечный пункт железнодорожной ветки от линии Казатин — Винница.

## Образование
В Турбове 2 общеобразовательные средние школы I—III ступеней, а также одна начальная школа.

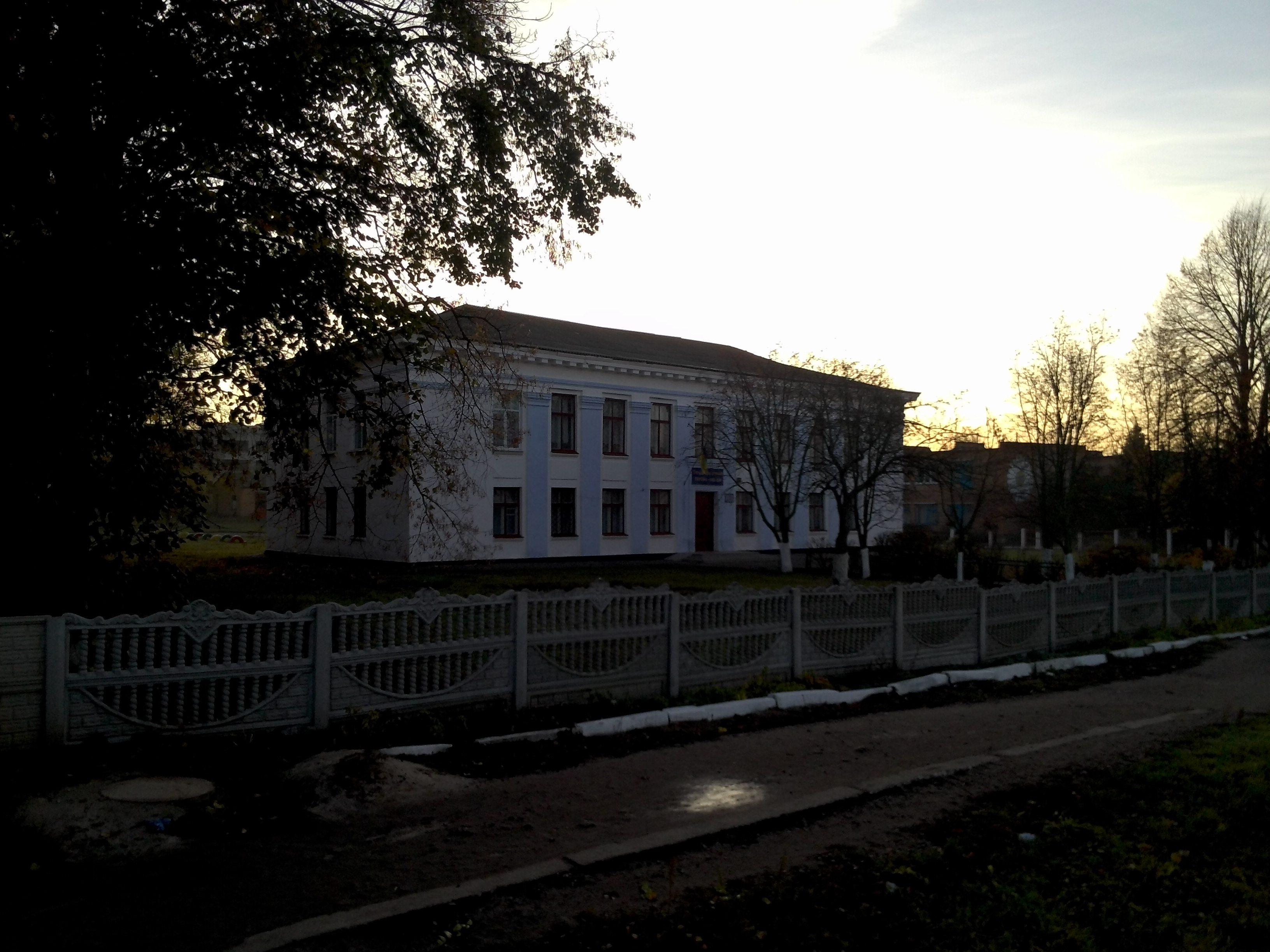
Турбовская общеобразовательная школа № 2

## Спорт
Футбольная команда ФК «Турбов» выступает в 1-й лиге Винницкой области, а также функционирует детско-юношеская спортивная школа. На базе ДЮСШ функционируют кружки футбола, бокса и тяжёлой атлетики. В посёлке имеется футбольное поле и спортивный зал.

## Религия

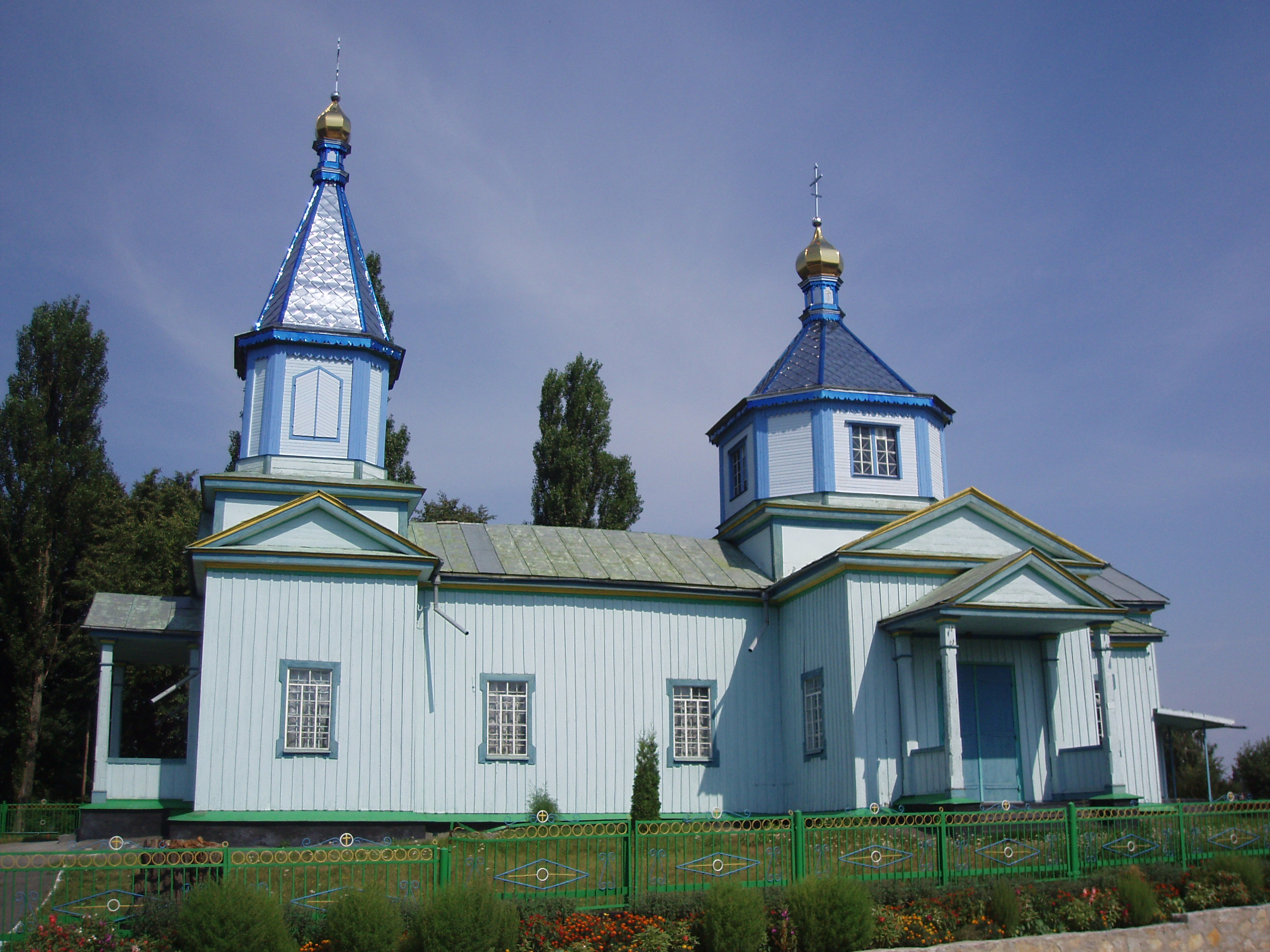
Свято-Покровская церковь

В посёлке действует Свято-Покровская церковь, принадлежащая Украинской православной церкви Московского патриархата. Сохранилась также деревянная церковь имени святого Дмитрия. Также имеется церковь украинского патриархата[уточнить].

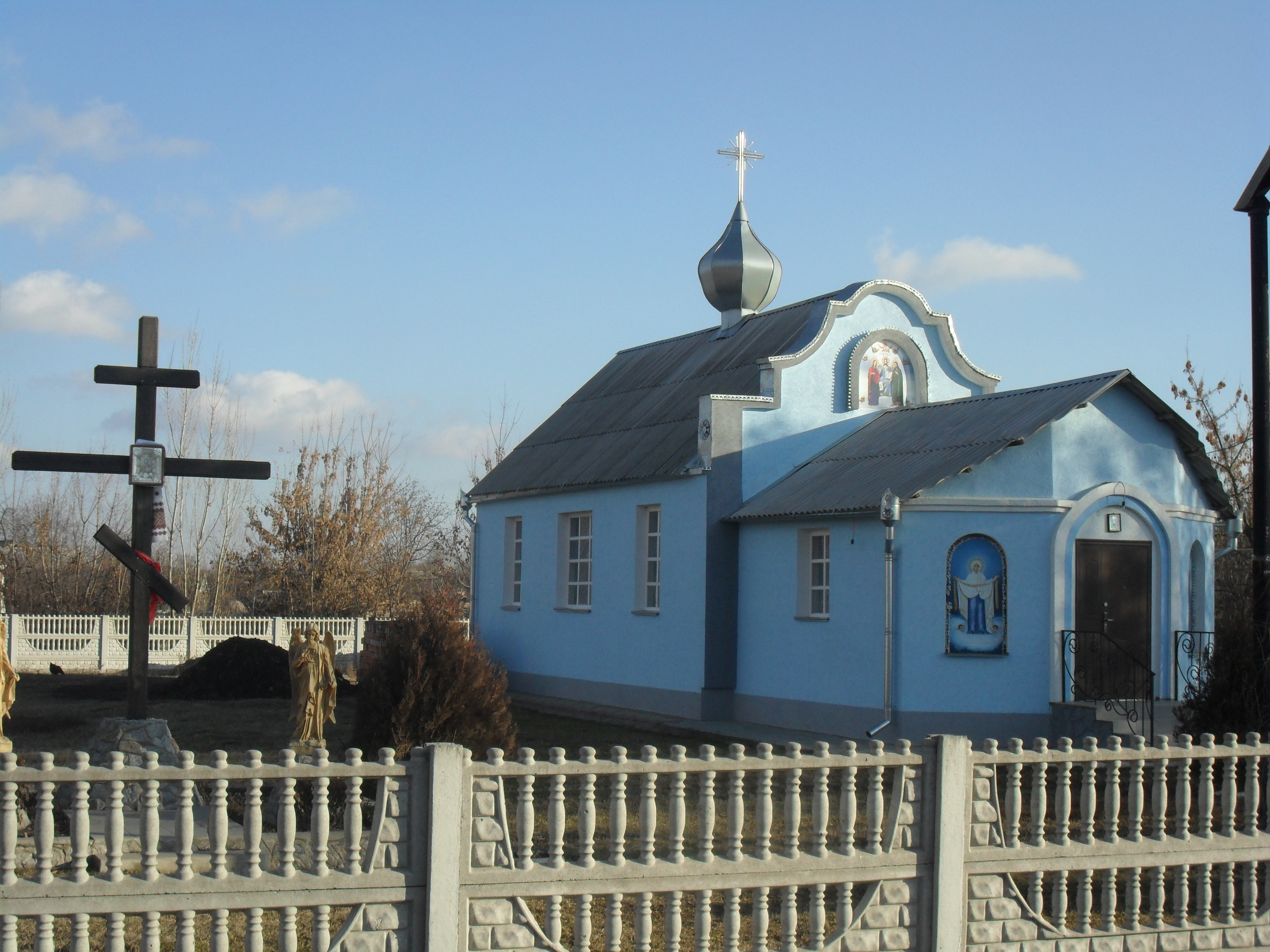
Турбовская церковь украинского патриархата

## Города-побратимы
- Мейска-Гурка

## Известные уроженцы
- Искра, Антон Леонтьевич (1924—2005) — доктор технических наук, лауреат Ленинской премии, лауреат премии Жуковского.
- Крючковский, Анатолий Фёдорович — один из членов экипажа баржи «Т-36», которая в 1960 году дрейфовала в Тихом океане 49 дней.
- Северин Антонович Малевич (1845—1902) — шляхтич Волынской губернии Житомирского уезда, родом из местечка Турбова, служил управляющим на сахароваренных заводах известного промышленника Николая Терещенко.